# Aanuhvaarri
Aanuhvaarri är ett berg i Finland. Det ligger i Enontekis i landskapet Lappland, i den norra delen av landet, 1 000 km norr om huvudstaden Helsingfors. Toppen på Aanuhvaarri är 672 meter över havet.
Terrängen runt Aanuhvaarri är huvudsakligen platt, men västerut är den kuperad.  Trakten runt Aanuhvaarri är nära nog obefolkad, med mindre än två invånare per kvadratkilometer. Det finns inga samhällen i närheten. Omgivningarna runt Aanuhvaarri är i huvudsak ett öppet busklandskap.